# Église Panaghia Myrtidiotissa (Monemvasia)
L’Église Panaghia Myrtidiotissa ou Panagía Myrtidiotissas (grec moderne : Εκκλησία Παναγία Μυρτιδιώτισσα) ou église Notre-Dame de Myrtidiotissa, est une église de la ville basse de Monemvasia en Laconie dans le Péloponnèse en Grèce. 

## Histoire
Cette église a été construite au XVIIe siècle pour les réfugiés crêtois. Pour cette raison, elle est appelée aussi Panagía Kritikia.

## Vues de l'église

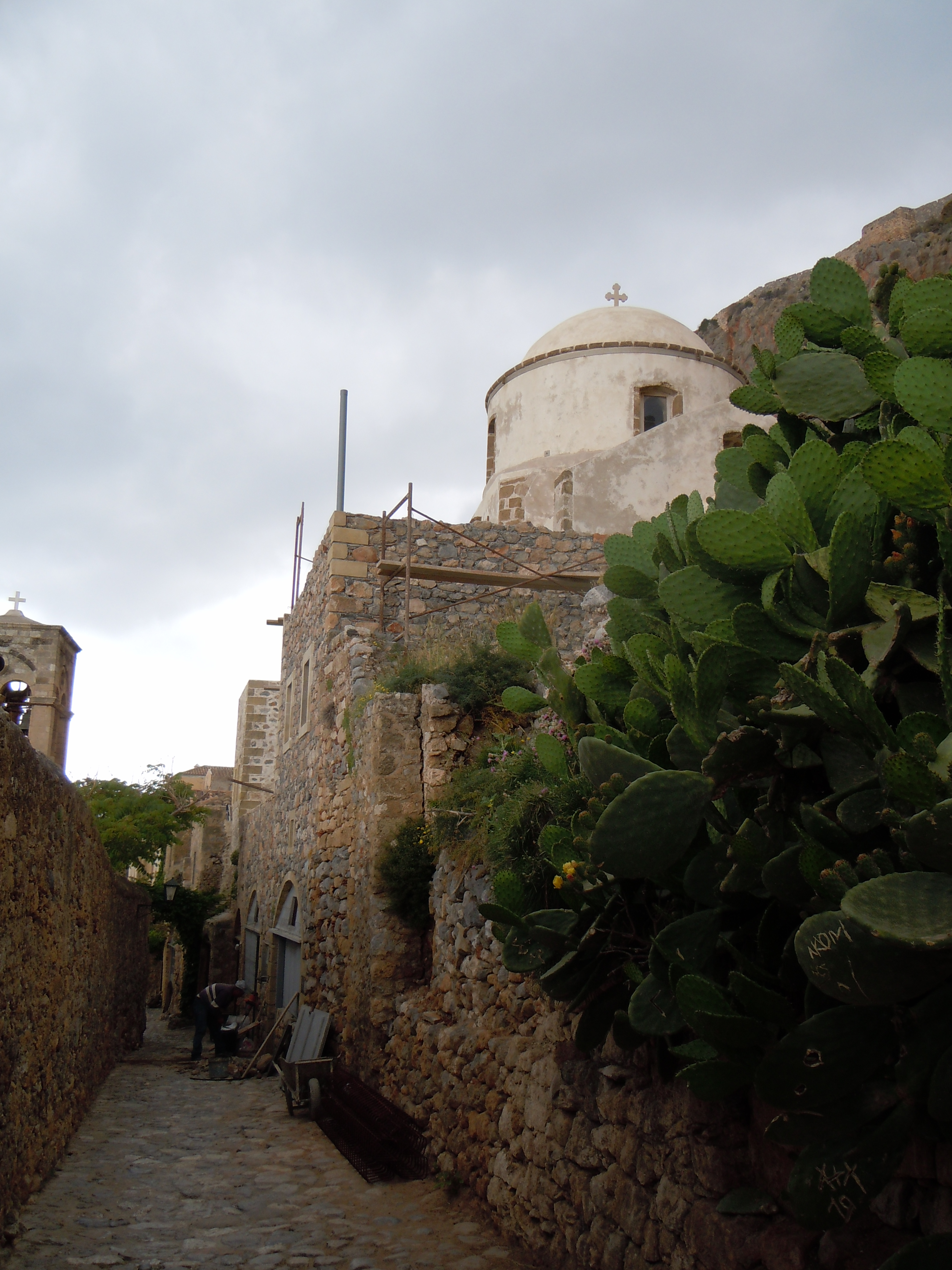
Vue de l'église depuis la rue principale coté sud.
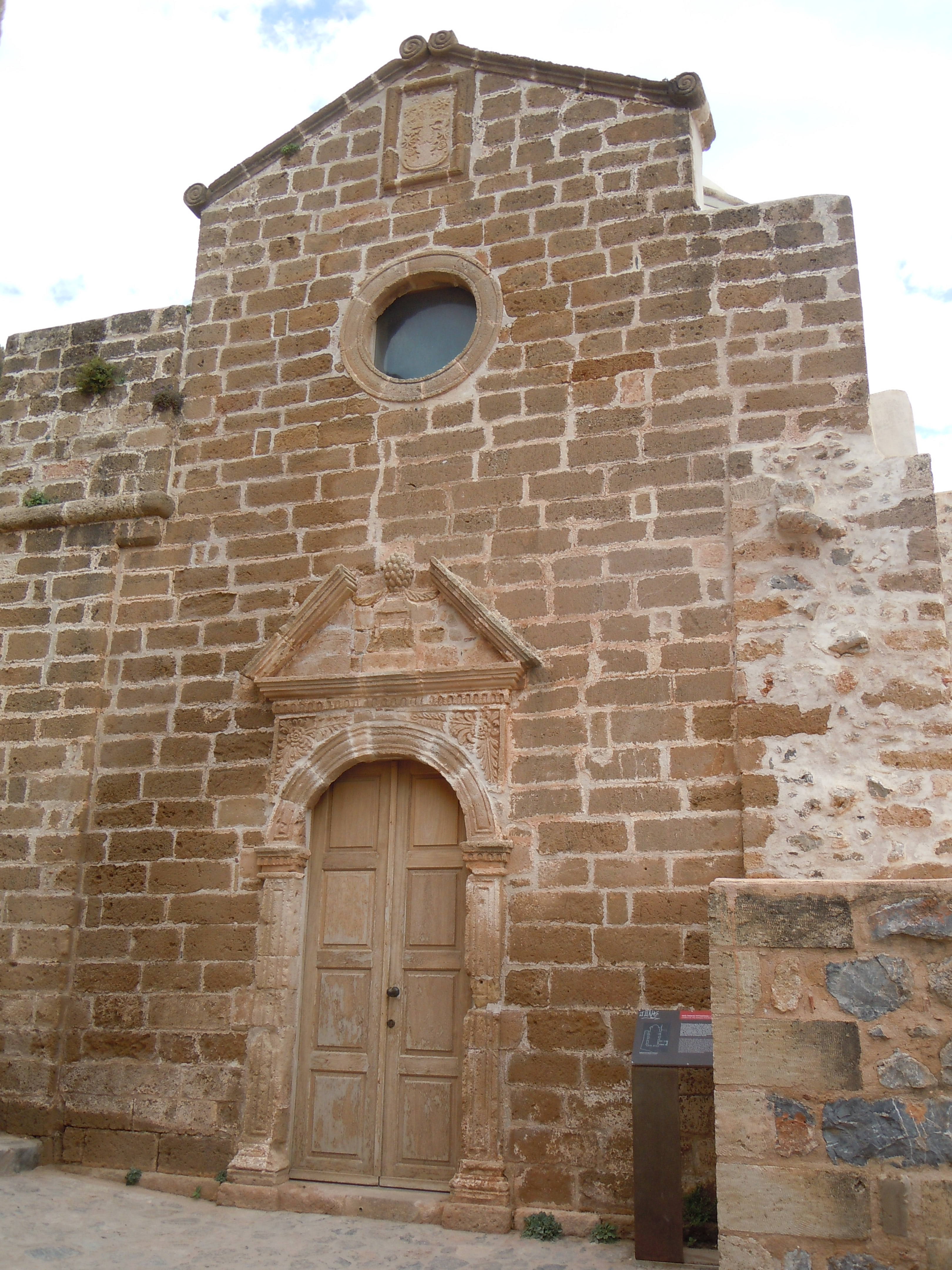
Façade ouest.